# Paavo Ravila
Paavo Ilmari Ravila, född 5 juli 1902 i Laukas, Finland, död 16 april 1974 i Helsingfors, var en finsk språkforskare.

## Biografi
Ravila började studera i Åbo universitet 1921 och tog fil.kand.-examen 1924 och magisterexamen 1927. Efter examen började han studera finska och dess besläktade språk vid Helsingfors universitet och blev filosofie licentiat 1932 och försvarade sin doktorsavhandling om samernas språk samma år.
Ravilan började sin karriär i Helsingfors med språkundervisning åren 1926–1928. Åren 1932–1934 tjänstgjorde han vid Helsingfors universitet med forskning om finsk-ugriska språk som docent, och professor vid universitetet i Åbo i finska språket och dess besläktade språk 1934–1949. Han var dekanus vid Humanistiska fakulteten 1948–1949, och bedrev språkforskning kring finsk-ugriska språk vid Uppsala universitet som tillförordnad professor 1947–1948 och fortsatte vid Helsingfors universitet inom samma område 1949–1956, nu som professor. Han tjänstgjorde också där som dekanus vid den historiska och språkliga avdelningen 1951–1952, som prorektor 1952–1953 och rektor 1953–1056.
Ravila vad medlem av Finlands Akademi 1956–1963 och preses av akademin 1963–1968 och kansler för Helsingfors universitet 1963–1968.